# Kecamatan Lambahmelintang
Kecamatan Lambahmelintang är ett distrikt i Indonesien.   Det ligger i provinsen Sumatera Barat, i den västra delen av landet, 1 100 km nordväst om huvudstaden Jakarta.